# Venturia inclyta
Venturia inclyta är en stekelart som först beskrevs av Morley 1923.  Venturia inclyta ingår i släktet Venturia och familjen brokparasitsteklar. Inga underarter finns listade i Catalogue of Life.